# Atelopus limosus
Espèce
Statut de conservation UICN

 CR  : 
En danger critique
Atelopus limosus est une espèce d'amphibiens de la famille des Bufonidae.

## Répartition
Cette espèce est endémique du centre du Panama. Elle se rencontre entre 10 et 730 m d'altitude sur le versant caraïbe.

## Description

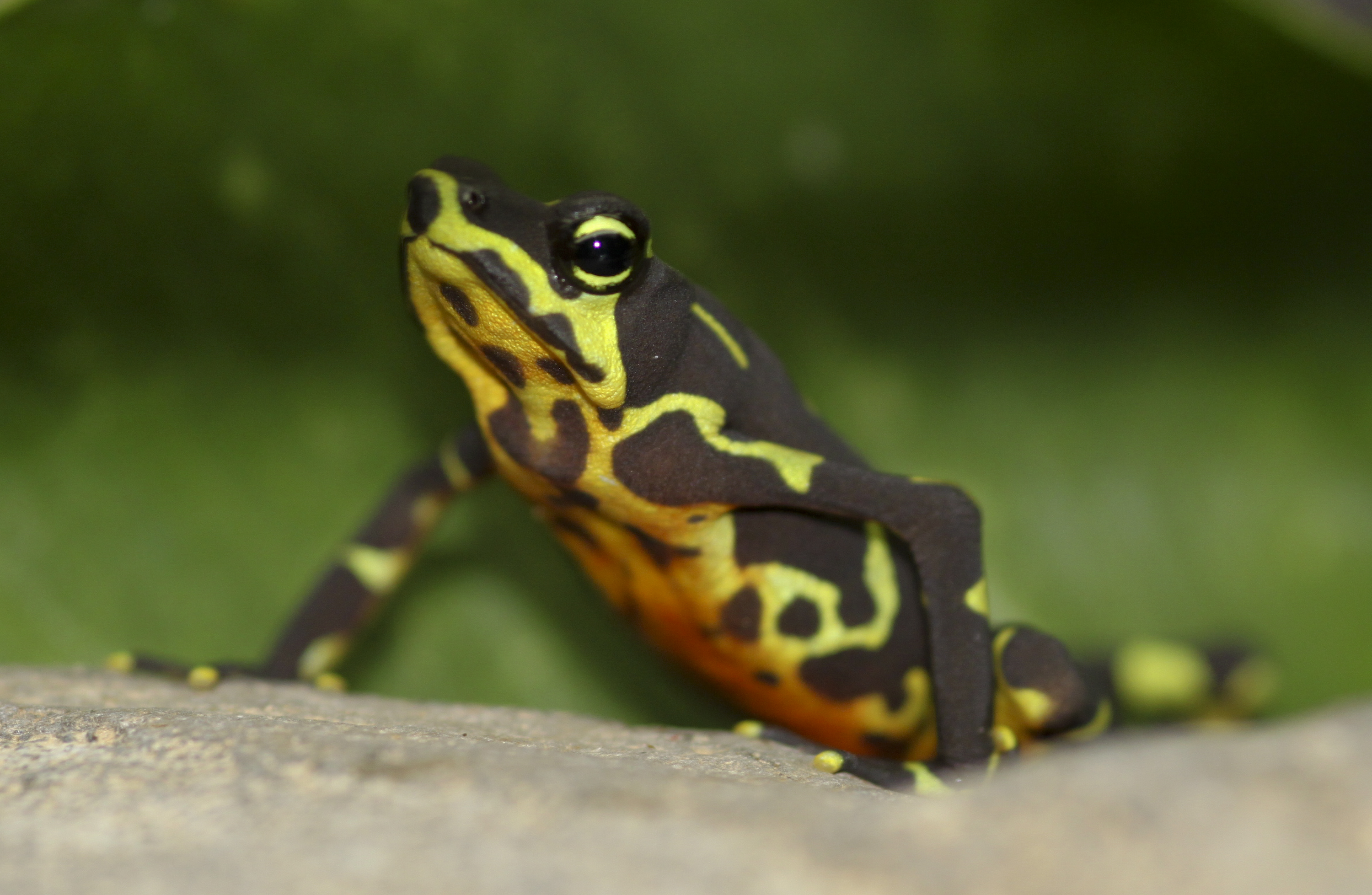
Atelopus limosus femelle

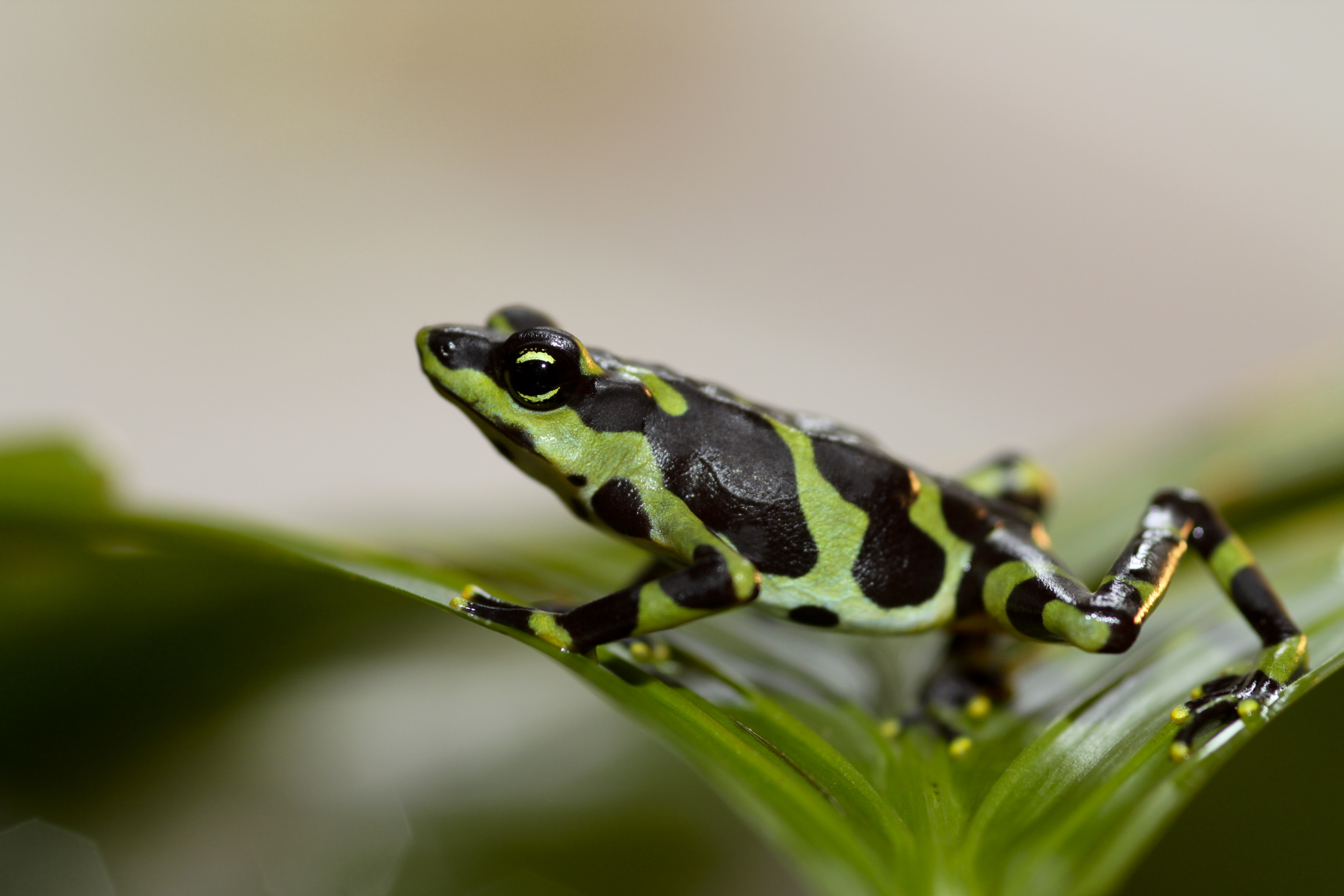
Atelopus limosus mâle

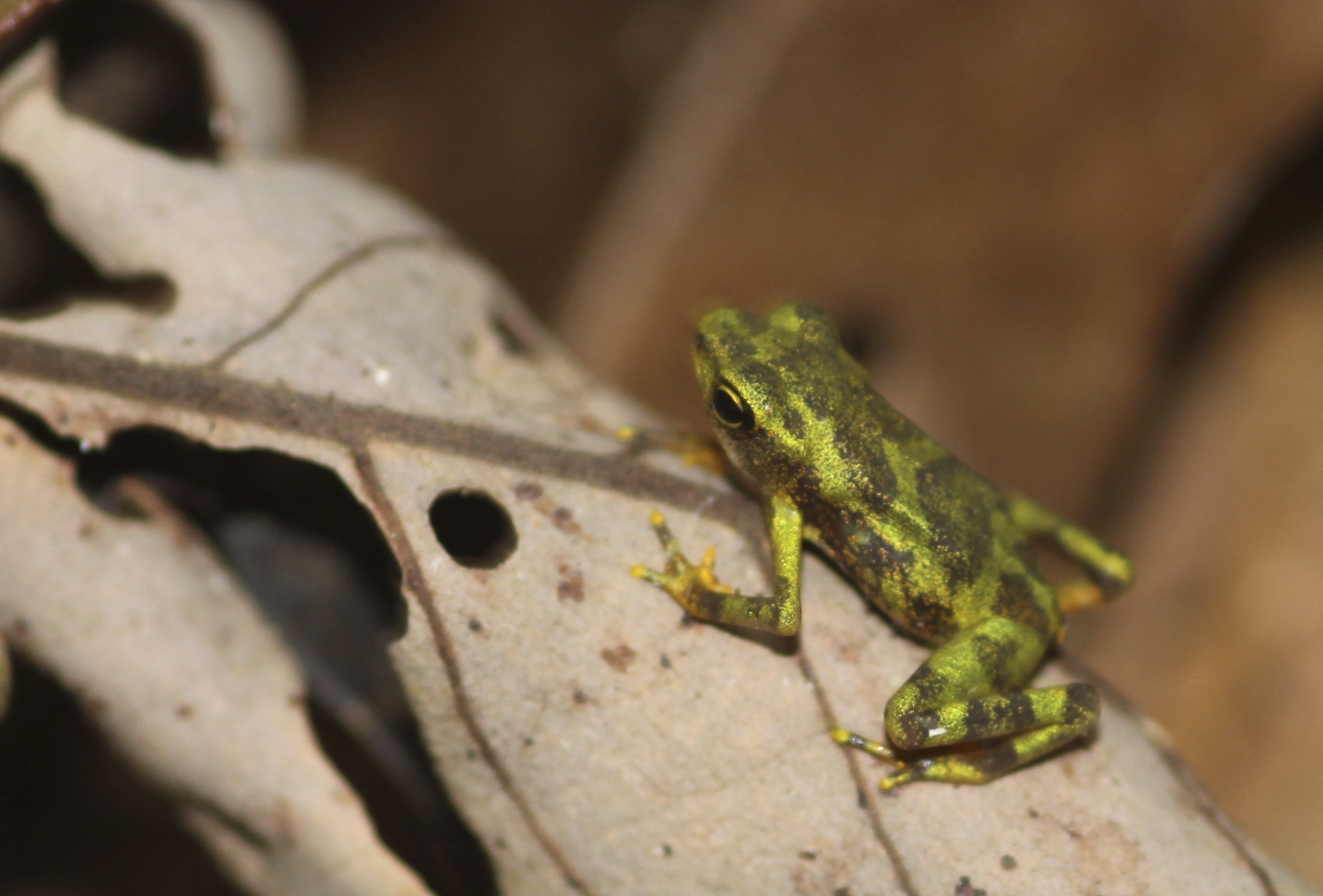
Atelopus limosus juvénile

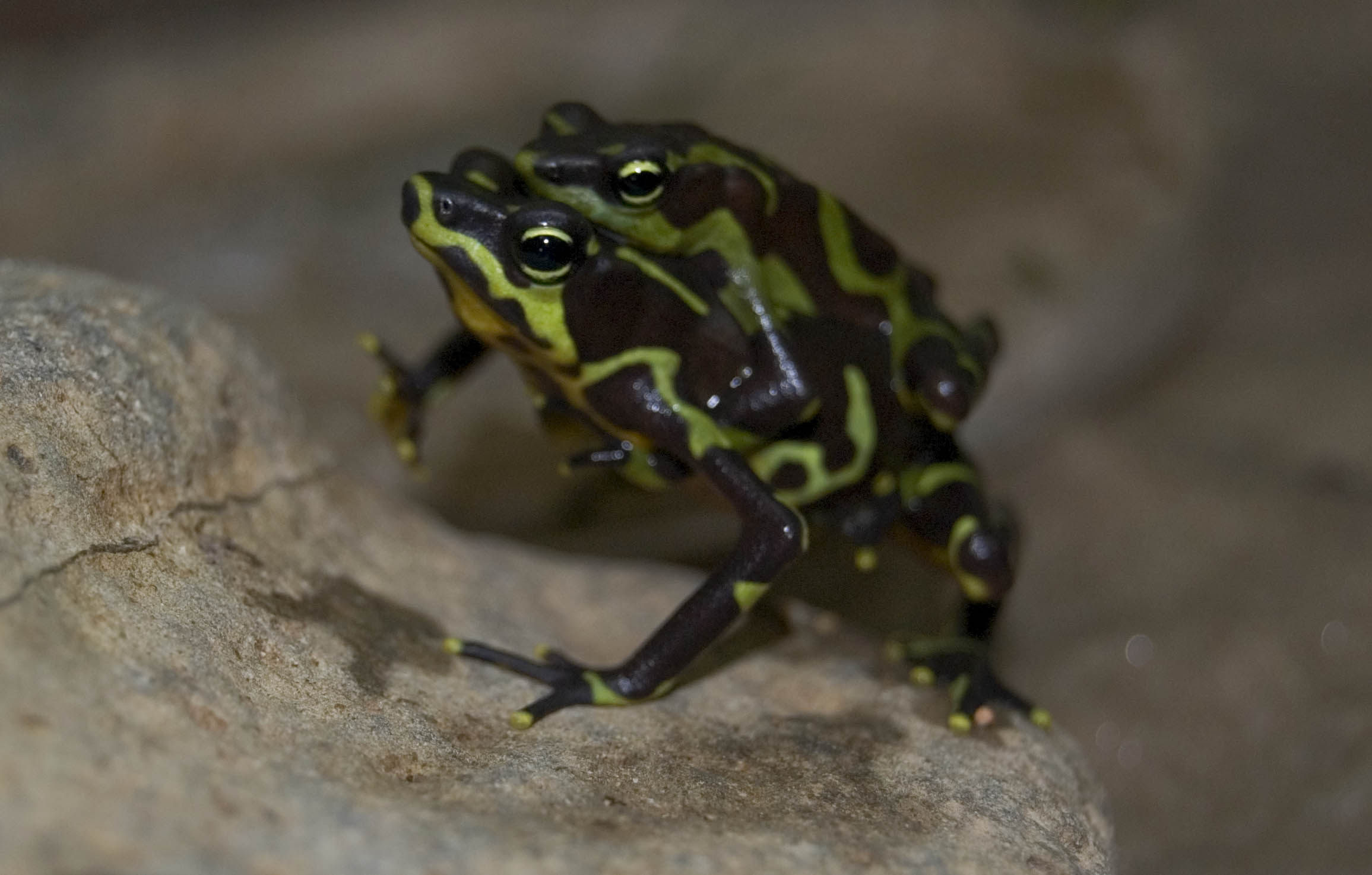
Amplexus

Les mâles mesurent de 26 à 30 mm et les femelles de 36 à 40 mm.

## Publication originale
- Ibáñez, Jaramillo & Solís, 1995, « Una especie nueva de Atelopus (Amphibia: Bufonidae) de Panama », Caribbean Journal of Science, vol. 31, no 1/2, p. 57–64 (texte intégral).